# مونستر
مونستر (به آلمانی: Münster) یکی از شهرهای آلمان است که در ایالت نوردراین-وستفالن در ناحیه وستفالیا واقع شده است. شهر مونستر حدود ۳۰۰ هزار نفر جمعیت دارد. این شهر مرکز بخش اداری مونسترلند است. این شهر در کنار رودخانه آآ قرار گرفته است.
شهر مونستر به عنوان اولین «شهر دوچرخه‌ها در آلمان» محسوب می‌شود. این شهر هم‌چنین با داشتن یکی از بزرگ‌ترین دانشگاه‌ها و بیش از ۴۰ هزار دانشجو یکی از معروف‌ترین شهرهای دانشجویی آلمان است.
از آنجا که در سال ۱۶۴۸ معاهده صلحی در این شهر برای پایان دادن به جنگ سی‌ساله بسته شده، این شهر به شهر صلح مشهور است. هرچند که این جنگ سی سال طول کشید ولی درگیری آن سیصد سال دیگر ادامه داشت.

## تاریخچه
در سال ۷۹۳، شارلمانی، امپراتور فرانک‌ها، کشیشی بنام فریزیان لودگر را به عنوان میسیونر به این ناحیه گسیل داشت. این کشیش در ابتدا در مکان این شهر در کنار رودخانه آآ، یک صومعه ("monasterium") ساخت که نام این شهر از آن گرفته شده است. لودگر در سال ۸۰۵ از سوی کلیسای رم به مقام اسقفی رسید. جانشینان لودگر در طی هزار سال تا سال ۱۸۰۳ یکی از بزرگ‌ترین قدرت‌های مذهبی در امپراتوری مقدس روم را در مونستر ایجاد کردند.
در سال ۱۵۳۴ آناباپتیستها به رهبری جان لیدن حکومتی شبه سوسیالیستی در مونستر بنیان نهادند. آن‌ها اعتقاد داشتند که تمام دارایی‌های مردم متعلق به حکومت است. آن‌ها همه کتاب‌های موجود در شهر، به غیر از انجیل را جمع‌آوری کرده و سوزاندند. اما در سال ۱۵۳۵ جان لیدن دوباره از امپراتوری مقدس روم شکست خورد. جان لیدن و دو نفر از همدستانش شکنجه شدند و جنازه‌های آن‌ها برای مدت‌ها برای عبرت سایرین در قفس‌هایی بر روی برج کلیسای سنت لامبرتی به معرض نمایش قرار گرفت.
عهدنامه وستفالی که در سال ۱۶۴۸ برای پایان دادن به جنگ سی‌ساله بسته شده، از پایه‌های شکل‌گیری اروپای نوین است.
در سال ۱۸۰۲، در دوره جنگ‌های ناپلئونی، مونستر به دست امپراتوری پروس افتاد و پایتخت ایالت وستفالیا در امپراتوری پروس شد.
با تشکیل امپراتوری آلمان با تاجگذاری ویلهلم یکم، پادشاه پروس به عنوان قیصر آلمان، در تاریخ ۱۸ ژانویه ۱۸۷۱، مونستر بخشی از این امپراتوری شد.

## دانشگاه‌ها
هم‌اکنون این شهر به‌عنوان یک شهر دانشگاهی در آلمان شهرت دارد که با داشتن ۴۵ هزار دانشجو، از بزرگ‌ترین دانشگاه‌های آلمان به حساب می‌آید. در این شهر هشت دانشگاه و کالج مختلف وجود دارد. دانشگاه مونستر که وستفالین ویلهلمز نام دارد، در سال ۱۷۸۰ میلادی بنیانگذاری شده است.
در این شهر دانشگاه پزشکی و دانشگاه صنعتی هم وجود دارد. از دیگر مراکز آموزشی در این شهر موسسه ماکس پلانک زیست‌شناسی مولکولی پزشکی است.

## نگارخانه

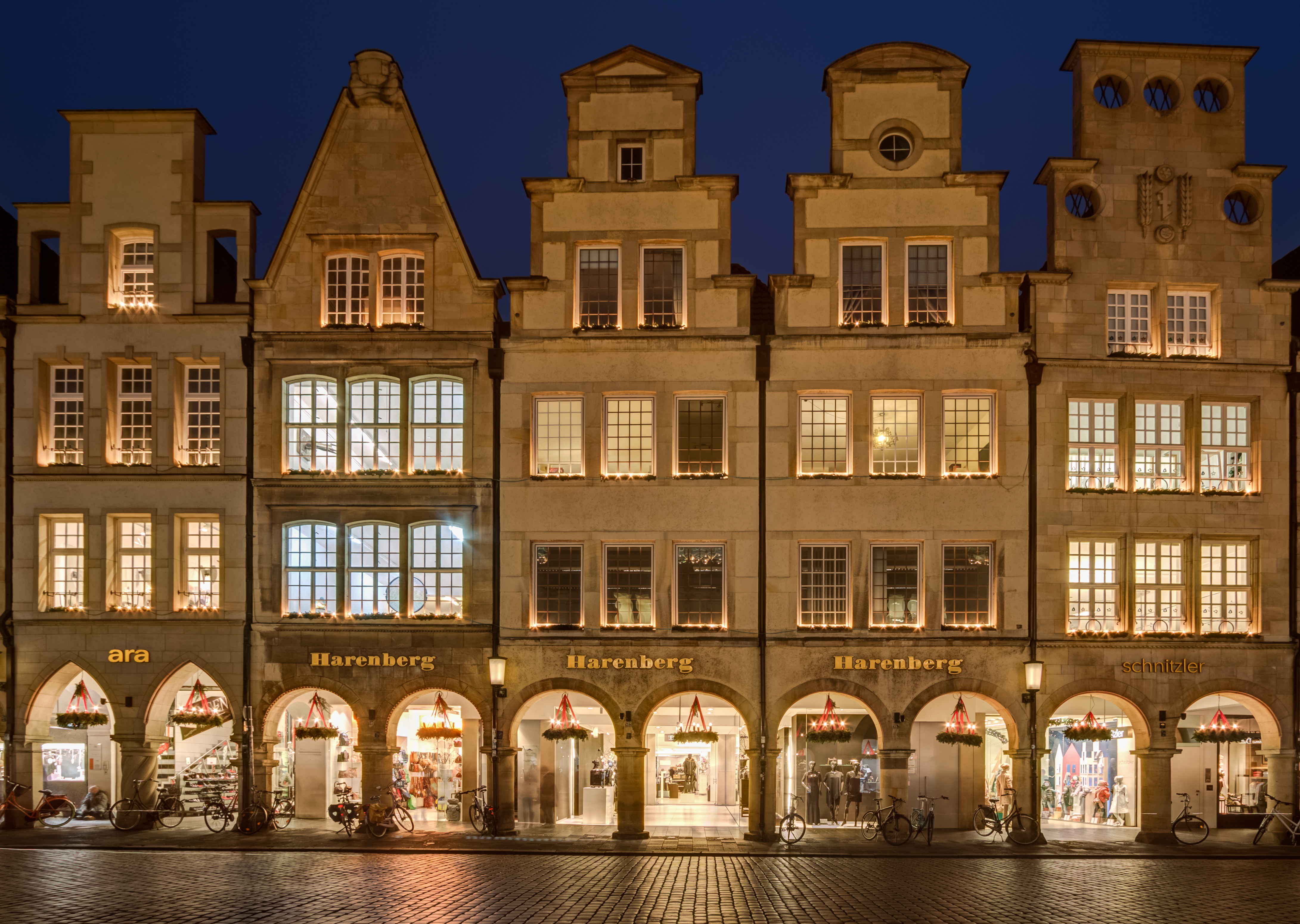
پرینزیپال مارکت
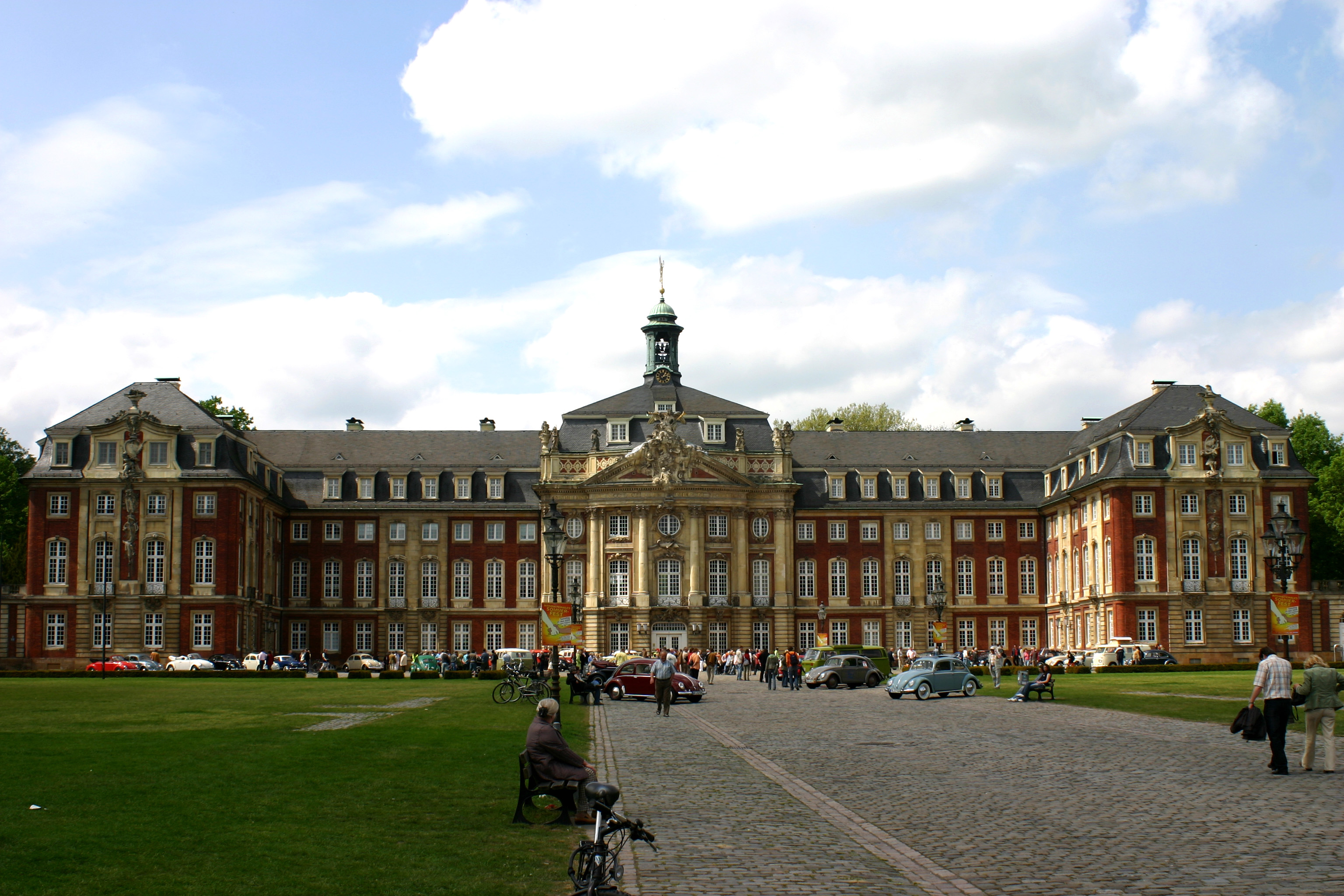
ساختمان مرکزی دانشگاه مونستر
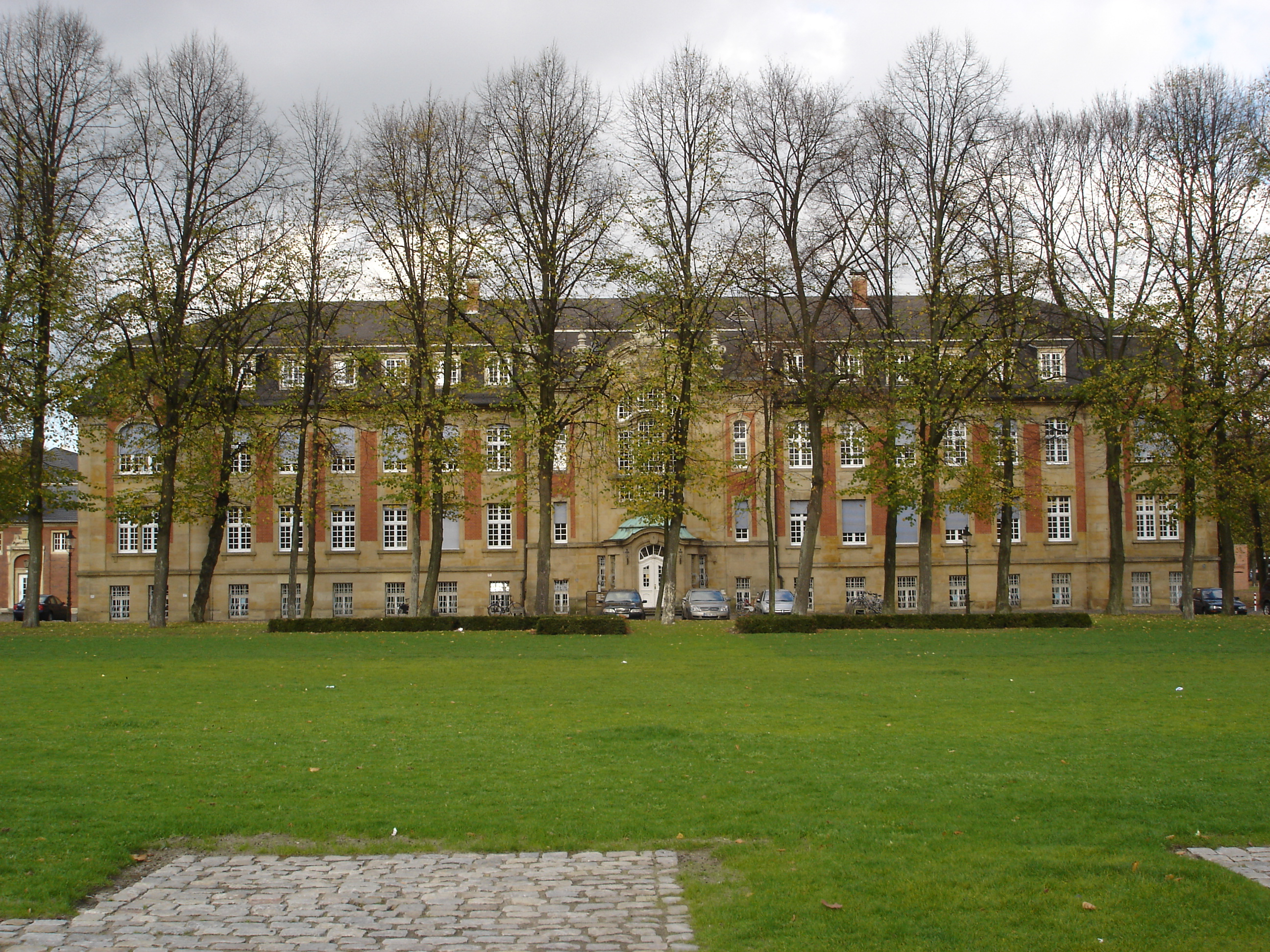
یکی از ساختمان‌های دانشگاه مونستر
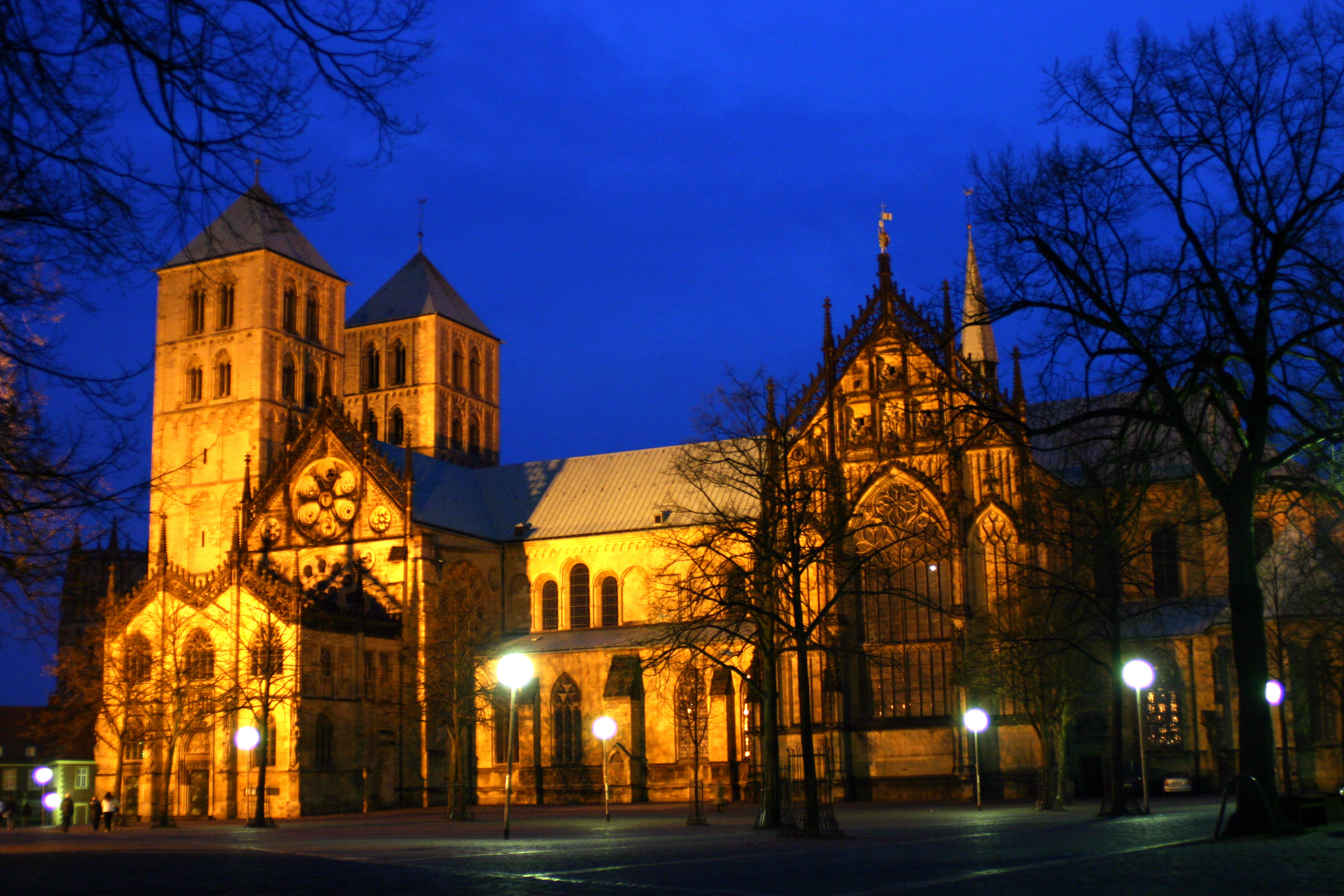
کلیسای جامع شهر مونستر
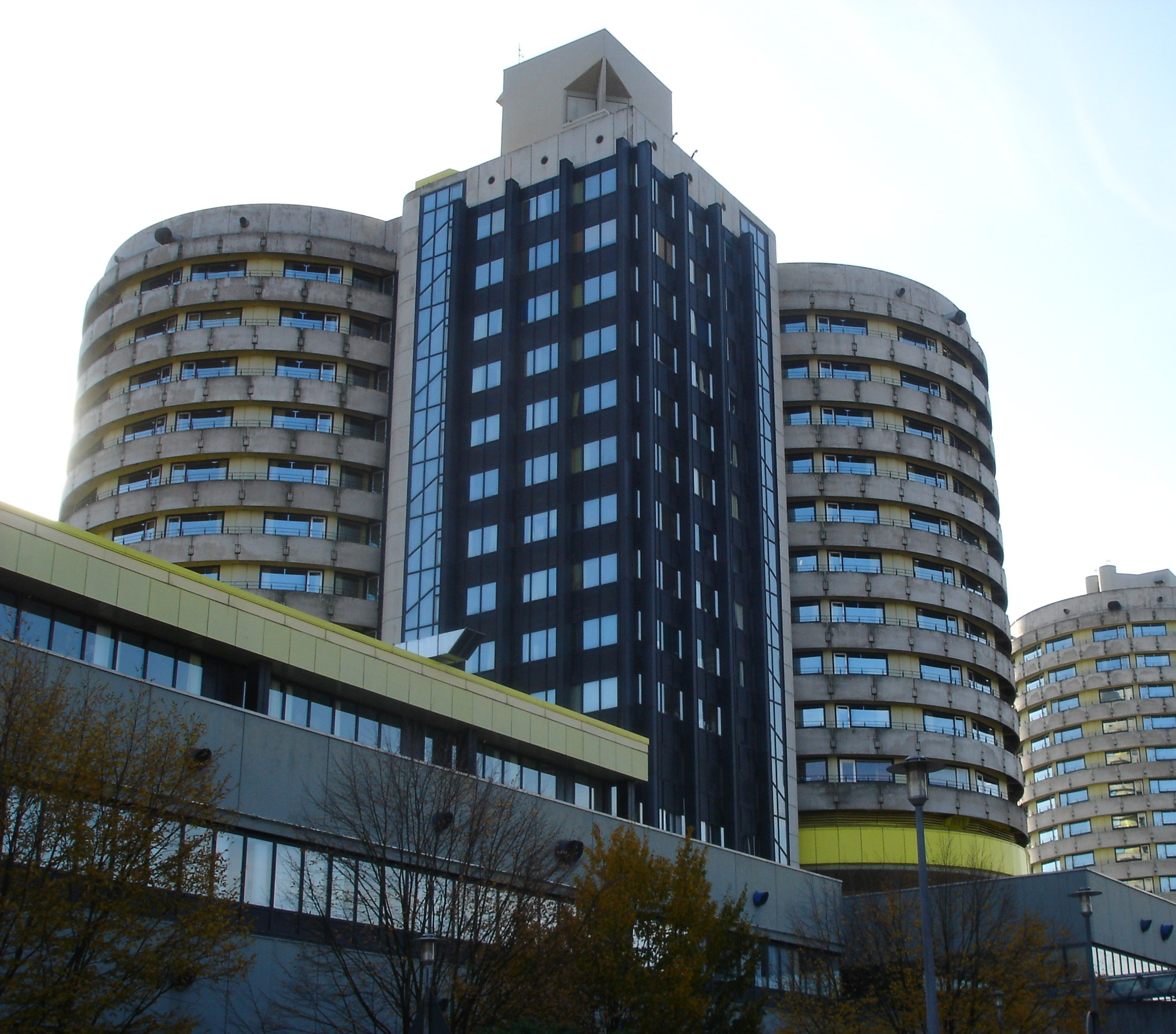
بیمارستان دانشگاه مونستر
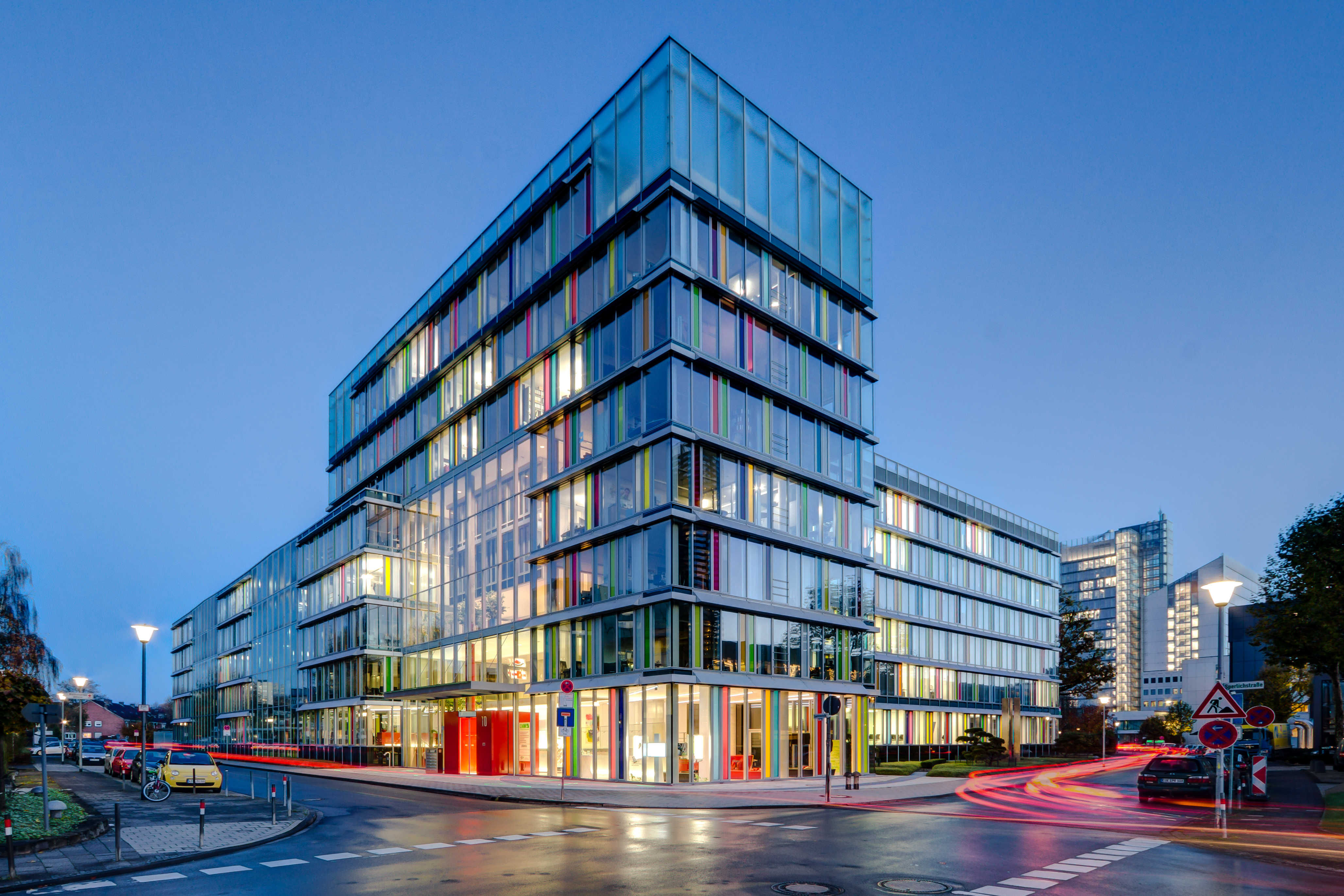
ساختمان مرکزی بیمه LVM
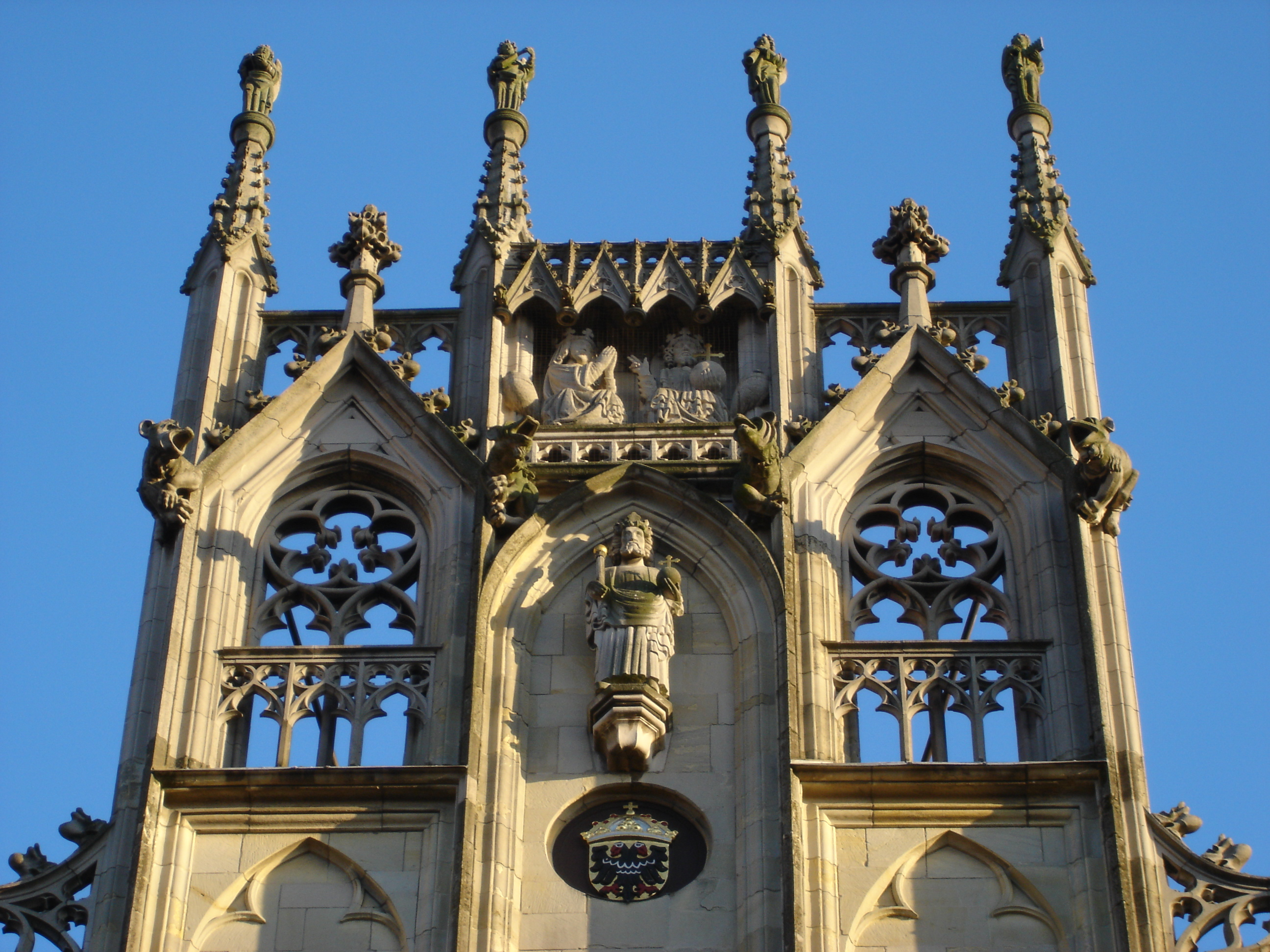
ساختمان قدیمی شهرداری
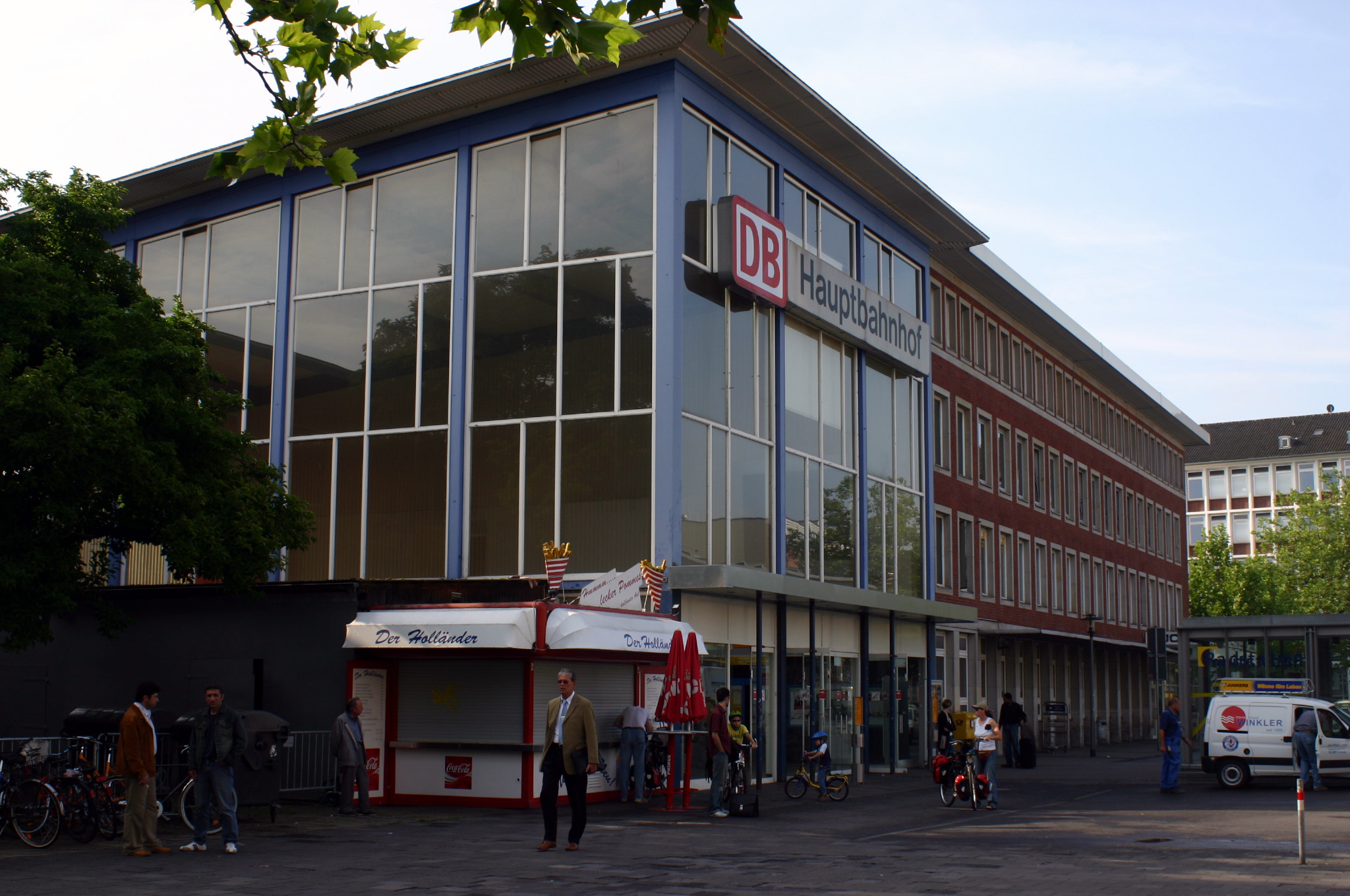
ایستگاه قطار
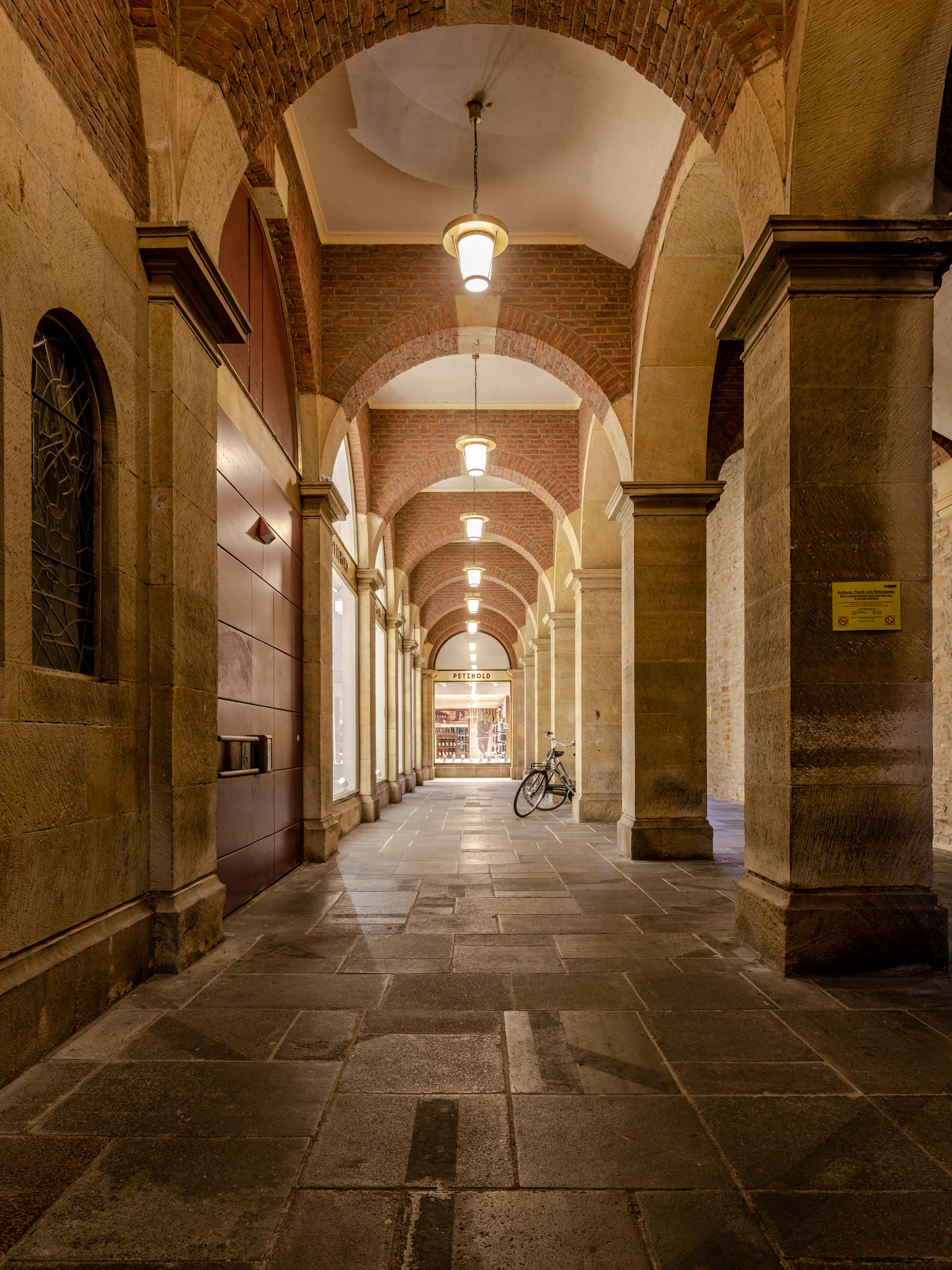